# Martin Cranie
Martin James Cranie (Yeovil, 23 settembre 1986) è un ex calciatore inglese, di ruolo difensore.

## Carriera

### Club
Ha giocato 9 partite nella prima divisione inglese; ha inoltre giocato per varie stagioni in seconda divisione.

### Nazionale
Ha partecipato ai Mondiali Under-20 del 2003 ed agli Europei Under-21 del 2009 (nei quali l'Inghilterra è stata finalista perdente).